# Harderbahn

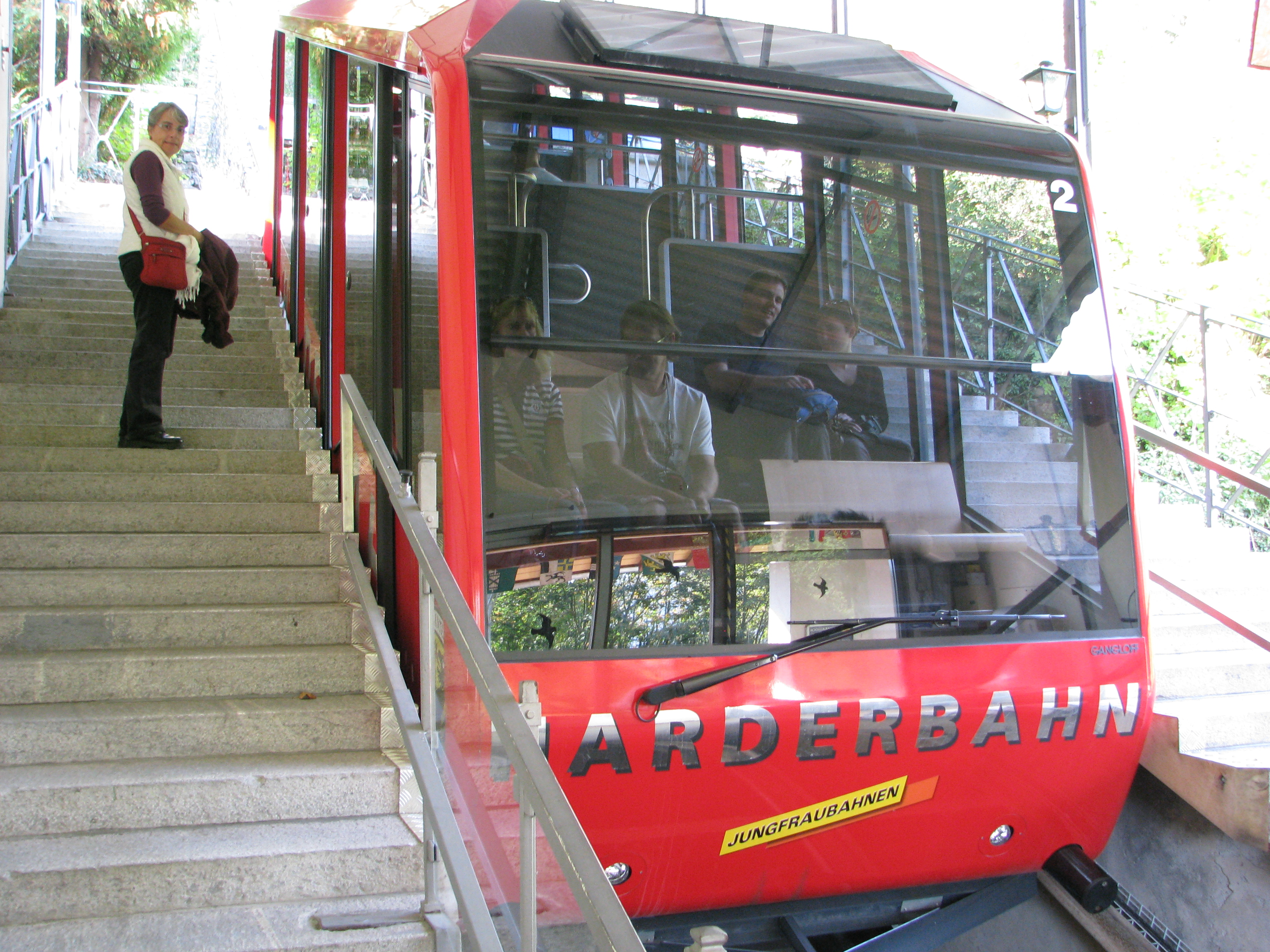
Nieuwe wagens in het bergstation

De Harderbahn (HB) is een kabelspoorweg in het Berner Oberland in Zwitserland en loopt van Interlaken omhoog naar de Harder Kulm.

## Geschiedenis
De concessie voor de bouw van een elektrische spoorbaan van Interlaken Ost naar de Harder Kulm werd in 1890 uitgegeven. Vijftien jaar later begon de bouw. In 1907 was het spoor klaar, die een stijging van 64% heeft.
Andere bouwwerkzaamheden rondom de baan waren nog niet gereed. De opening vond daarom pas in 1908 plaats. Het trace werd niet in één rechte lijn aangelegd, maar met een kwart cirkel om landschappelijke redenen. De top is dus van beneden af niet te zien. De Harder-Kulm zelf heeft een hoogte van 1321 meter
In de baan met een spoorbreedte van 1 meter zijn een aantal kunstwerken gebouwd, waaronder bruggen en een tunnel. Tijdens de rit en bij het bergstation kan men van de Thuner- en Brienzersee, de Lütschinendalen en de toppen van de Eiger, Mönch en Jungfrau genieten.
In 1966 werden er nieuwe wagen in gebruik genomen, die in 2008 - honderd jaar na het begin - werden vervangen door nieuwe panoramawagens. De oude installatie had een rittijd van 12 minuten met een capaciteit van 330 personen per uur. Er is dus 4 minuten gewonnen, waardoor er per uur meer passagiers meekunnen. Tussen het najaar van 2015 en het voorjaar van 2016 is de onderbouw, die opgebouwd was uit natuursteen, vervangen door een betonconstructie.
De Harderbahn rijdt alleen in de zomer. Het dalstation ligt in de gemeente Interlaken dat - naar grootte van de plaats - zeer veel stations heeft met vele spoornetten. Het bergstation ligt op het gebied van de gemeente Unterseen en is daarmee het enige station van Unterseen. De bedrijfsvoering door Jungfraubahn Management AG is onderdeel van Jungfraubahn Holding AG en valt onder het bedrijfsdeel winterport en ervaringsbergen.